# Amanda (edbsystem)
 For alternative betydninger, se Amanda. (Se også artikler, som begynder med Amanda)
Amanda var et edb-system i Arbejdsmarkedsstyrelsen (AMS). Navnet bruges ofte som synonym for it-skandaler. I 2007 vandt Amanda-projektet titlen som Danmarks største it-skandale i en afstemning i Computerworld.
Amanda skulle give de ansatte i Arbejdsformidlingen og A-kasserne mulighed for lettere at skaffe data om de ledige. I stedet gav det store forsinkelser, arbejdsnedlæggelser og gensidige trusler om sagsanlæg mellem Arbejdsmarkedsstyrelsen og CSC, der stod for udviklingen.
Leverancekontrakten blev underskrevet i 1996, men systemet kom først i brug i 2000 og endelig klarmeldt i 2003. Amanda blev taget ud af drift i 2008. Det væsentligste problem var at systemet var besværligt og ustabilt. Grundregistreringen af en ny arbejdssøgende blev forlænget, fordi der blev brugt op mod 50 skærmbilleder til én registrering. De ansatte måtte ringe til de arbejdsløse for at høre om breve er nået frem. Med det gamle system tog grundregistreringen fra 10-20 minutter, men med Amanda tog det efter tre måneders drift typisk en time pr. arbejdssøgende. 
Ifølge Prosa kostede det mislykkede Amanda-projekt mindst en milliard kroner. 
Ansvaret for skandalen er aldrig placeret.
Amanda gav navn til den uflatterende pris Årets Amanda uddelt af DR's program So ein Ding.
Prisen gives til "årets største tech/it-fadæse".

## Historie
- 1993 Den 22. december 1993 vedtager Folketinget lov nr. 1065 om aktiv arbejdsmarkedspolitik (Arbejdsmarkedsreformen). Den træder i kraft den 4. januar 1994. Amanda-systemet skal understøtte arbejdsmarkedsreformen gennem rationalisering og effektivisering.
- December 1995 Kommunedata betaler 10 millioner kroner i bod for at trække sig i licitationen til Amanda-projekt. Kommunedatas tilbagetrækning åbner muligheder for IBM og Datacentralen (i dag CSC).
- 1996 IBM og DC (opkøbt af CSC i 1996) får den 10. maj 1996 kontrakt på levering af Amanda-systemet, til en pris af 268 mio kr. Udviklingen skal foregå i 2 faser, hvor fase 1 skal være klar 1. januar 1998 og fase 2 den 1. august samme år.
- August 1998 En rapport fra konsulenthuset PA fastslår at systemet ikke går i luften som planlagt. Rapporten påpeger at platformen (OS/2) er forældet. Arbejdsmarkedsstyrelsen udtaler til Computerworld, at der er fuld tillid til leverandøren CSC.
- September 1998 CSC og AMS udskyder projektet på ubestemt tid.
- April 2000 Det vækker skandale at Amanda-systemet tages i brug med 2 år og 3 måneders forsinkelse, og med overskridelse af budgettet på over 200 mio kr. Derudover er vedligeholdelse, drift og udgifter til hardware højere end oprindeligt budgetteret.
- Sommer 2000 Det er ikke muligt at gennemføre de daglige arbejdsopgaver i Arbejdsformidlingerne. De ansatte nedlægger arbejdet i protest. Arbejdsminister Ove Hygum (S) beskyldes for at misinformere Folketinget.
- Oktober 2001 Rigsrevisionens rapport frikender Ove Hygum og hans embedsmænd. Prisen for Amanda er steget til 650 millioner kroner.
- Maj 2003 En afsluttende evaluering slår fast, at Amanda nu fungerer tilfredsstillende, men at der er problemer med udviklingsplatformen HPS, der kan være forældet i 2008.
- November 2008  Amanda lukkes ned, og opgaverne varetages andetsteds, bl.a. i det nyudviklede Arbejdsmarkedsportalen [5]